# Rothals-Nachtschwalbe
Die Rothals-Nachtschwalbe (Caprimulgus ruficollis) oder auch Rothals-Ziegenmelker ist eine Vogelart aus der Familie der Nachtschwalben und neben dem Ziegenmelker die zweite in Europa vorkommende Art der Familie. Sie ist in zwei Unterarten in weiten Teilen der Iberischen Halbinsel und im nördlichen Magreb verbreitet.

## Merkmale
Die Rothals-Nachtschwalbe ist deutlich größer als der auch in Mitteleuropa verbreitete Ziegenmelker. Die Körperlänge beträgt 30–34 cm, die Spannweite 60–65 cm. Die kryptische grau-braune Zeichnung der Oberseite mit hellen Bändern und schwarzen Stricheln ähnelt sehr jener des Ziegenmelkers. Im Gegensatz zu dieser Art sind beim Rothals-Ziegenmelker jedoch Halsband, Kehle und Vorderbrust fein gelblich rot quergebändert. Weiterhin zeigt die Art vier helle, gleich breite Bänder auf den Oberflügeln. Beide Geschlechter haben weiße Felder an den Flügelspitzen und an den Schwanzaußenkanten (beim Ziegenmelker nur die Männchen). Die Geschlechter unterscheiden sich kaum, bei adulten Männchen sind die weißen Felder deutlicher ausgeprägt.

### Lautäußerungen
In der Paarungszeit singt das Männchen vor allem während der Dämmerungsstunden aber auch nachts ausdauernd zweisilbig knackend „kjutok-kjutok…“; meist wird der Gesang mit deutlichen Pausen vorgetragen, kann sich aber im Tempo steigern, sodass er fast intervalllos erscheint. Das Weibchen ruft leiser „tsche-tsche-tsche…“. Daneben sind manchmal hohe, schrille Rufe zu hören, die als Alarmrufe gedeutet werden. Während der Balzzeit ist gelegentlich lautes Flügelklatschen zu vernehmen, häufig im Zusammenhang mit Revierauseinandersetzungen. Der Gesang wird entweder von einem Ansitz aus oder im Fluge vorgetragen und ist bis in Entfernungen von 400 Metern gut wahrnehmbar.

## Verbreitung und Lebensraum

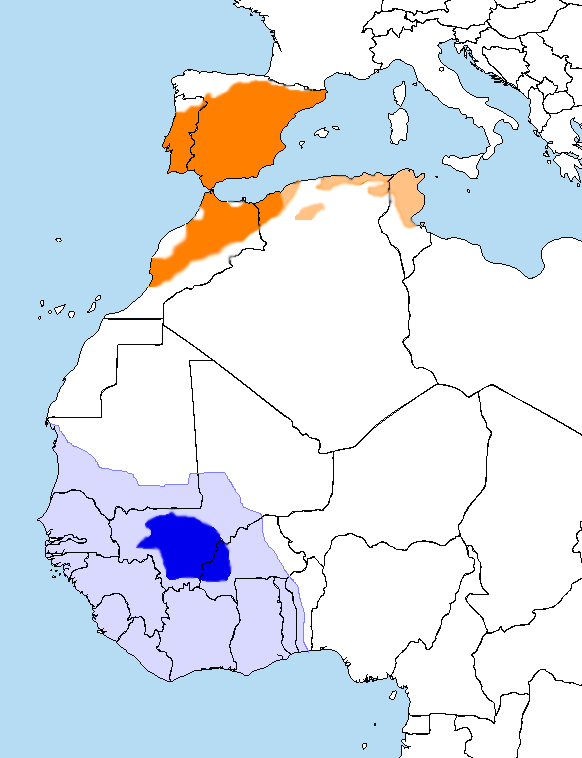
orange: Brutgebiete der Nominatform
hellorange: Bekannte Brutgebiete der Unterart C. r. desertorum
hellblau: wahrscheinliche Überwinterungsgebiete
dunkelblau: viele Sichtungen überwinternder Rothals-Nachtschwalben

Die Art hat ein relativ kleines Verbreitungsgebiet im Südwesten der Paläarktis. Es umfasst in Europa mit Ausnahme Nordwestspaniens und Nordportugals fast die gesamte Iberische Halbinsel und südlich daran anschließend die küstennahen Bereiche Nordafrikas von Marokko bis Tunesien. Die bis zur Mitte des 20. Jahrhunderts beobachteten Vorkommen im äußersten Süden Frankreichs dürften erloschen sein.
Die Rothals-Nachtschwalbe bewohnt dort sandige Heiden mit Gebüsch und Pinienwälder mit offenen, weitgehend vegetationslosen Bereichen. Gelegentlich erscheint er auch in feuchteren Habitaten, wie zum Beispiel in Eukalyptuspflanzungen. Die Art kommt von Meeresniveau bis in Höhen von etwas über 1000 Metern vor. Über den Raumbedarf der Art liegen nur wenige Angaben vor. Eine in Südspanien durchgeführte Untersuchung stellte durchschnittlich ein Brutpaar je 18 Hektar fest.

### Unterarten
Von der Nominatform wird die Unterart C. r. desertorum unterschieden. Sie kommt in semiariden Habitaten von Nordalgerien ostwärts bis Tunesien, vielleicht auch Libyen vor. Sie ist deutlich blasser gefärbt, ihre Bauchseite wirkt silbriggrau.

## Wanderungen
Die Art ist Zugvogel und überwintert im westlichen Afrika südlich der Sahara. Die meisten Meldungen überwinternder Rothals-Nachtschwalben liegen aus dem Niger-Gebiet Südmalis vor. Die Brutgebiete werden ab Ende April erreicht und ab Mitte Oktober wieder Richtung Süden verlassen.

## Nahrung und Nahrungserwerb
Die Rothals-Nachtschwalbe ernährt sich hauptsächlich von Insekten, die im Fluge gefangen werden. Gelegentlich sammelt er auch leicht erreichbare Beutetiere von der Erdoberfläche auf. Möglicherweise kann die Art während des Fluges erbeutete Insekten in Gaumentaschen aufbewahren und erst später schlucken, beziehungsweise an die Jungen verfüttern. Untersuchte Mageninhalte enthielten fast immer Gastrolithen.
Rothals-Nachtschwalben jagen in einem fast lautlosen, wendungsreichen Flug, meist relativ nah am Boden. Ihre Aktivitätszeit beginnt deutlich nach Sonnenuntergang und endet in der frühen Morgendämmerung. Nicht selten sind sie mit Artgenossen, gelegentlich auch mit C. europaeus vergesellschaftet.

## Brutbiologie

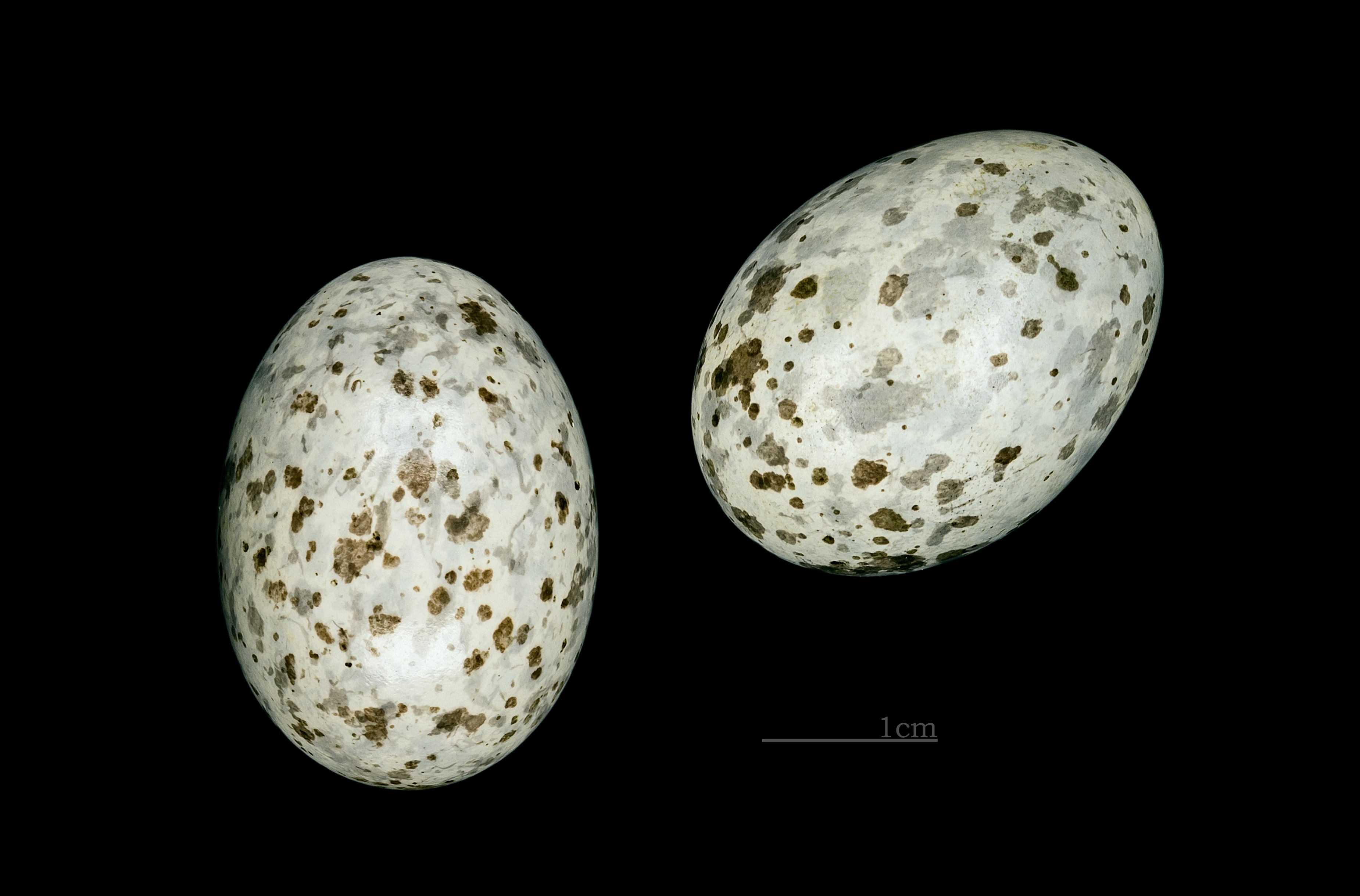
Caprimulgus ruficollis

Die Brutzeit beginnt im späten Mai und dauert bis Juli. Selten wurden auch noch im August frische Gelege gefunden, bei denen es sich um Zweit- oder Nachgelege handelt. Das Nest ist eine flach ausgescharrte Mulde; es kann auf offenem Grund, oder aber beschattet unter Büschen liegen. Das Gelege besteht aus zwei langelliptischen, hellgrauen Eiern, die deutliche graue oder gelblichbraune Flecken aufweisen. Weder Inkubationsdauer noch Beteiligung der Partner am Brutgeschäft sind zurzeit bekannt. Die Jungen können wenige Tage nach dem Schlüpfen das Nest verlassen, um Schatten zu suchen. Im Alter von etwa 18 Tagen beginnen sie mit ersten Flugversuchen. Mit 5–6 Wochen sind sie von ihren Eltern unabhängig.

## Bestandssituation
Zur Art liegen wenige Bestandserhebungen vor. IUCN listet sie in keiner Gefährdungsstufe und schätzt den Gesamtbestand grob auf maximal 110.000 Brutpaare in Europa. Nach Holyoak ist die Art in Spanien und Portugal häufig. Die Verbreitungsgebiete im nördlichen Magreb sind ornithologisch bislang wenig erforscht, aber auch dort scheint die Art nicht selten zu sein.